# Richard Kaloï
 (juin 2021).
Si vous disposez d'ouvrages ou d'articles de référence ou si vous connaissez des sites web de qualité traitant du thème abordé ici, merci de compléter l'article en donnant les références utiles à sa vérifiabilité et en les liant à la section « Notes et références ».
Richard Kaloï est un homme politique indépendantiste kanak de Nouvelle-Calédonie, né le 3 novembre 1947 sur l'île de Maré. Membre du Front de libération nationale kanak et socialiste (FLNK) et de l'Union calédonienne (UC) jusqu'en 2004, il fut le premier président de la Province des îles Loyauté de 1989 à 1995.